# Great Marlow
Great Marlow est une paroisse civile du Buckinghamshire, en Angleterre.